# Stephen Watson Fullom
Stephen Watson Fullom (1818-1872) est un journaliste, écrivain et lecteur d'éditeur anglais.

## Œuvres
- La Comtesse de Mirandole (édition Hachette sous l'auteur S.W. Fullon, traduit en 1859 par Charles Roquette)